# Francesco Nicolosi
Francesco Nicolosi, né le 7 décembre 1954 à Catane, est un pianiste classique italien.

## Biographie
Francesco Nicolosi est né à Catane, en Sicile. En 1973, il s'installe à Naples, où il étudie avec Vincenzo Vitale. Depuis 1996, il est président du centre d’études international Sigismund Thalberg. En 1998, il fonde avec le pianiste Vittorio Bresciani le Duo piano Franz Liszt dans le but de promouvoir les œuvres symphoniques de Liszt en version à deux pianos.
Il est directeur artistique du Prix international de piano Sigismund Thalberg et jusqu'en 2015, il est directeur artistique de nombreux festivals d'été importants en Italie —  tels que «I concerti d'Estate a Villa Guariglia» à Vietri sul Mare, «Jeux d'art à Villa d'Este " à Tivoli, " Roccaraso in Musica " — ainsi que de la classe internationale de maîtres de piano à Naples et à Rome.
Il est également fréquemment invité à faire partie des jurys de concours musicaux.
De 2015 à 2019, il a été directeur artistique du Teatro Massimo Vincenzo Bellini de Catane.
Il est actuellement Président de la Commission consultative pour la musique du Ministère italien de la Culture.

## Enregistrements Thalberg
En 1989, il a commencé à enregistrer avec Naxos Records et le label Marco Polo. Tous les Paraphrases de l'opéra italien de Thalberg figurent dans son enregistrement, ainsi que le Concerto pour piano et les Soirées de Pausilippe. La série comprend 8 CD complets. Le dernier disque Thalberg a été enregistré en octobre 1995.

## Prix
- 1980 : troisième prix au concours Concours international de piano Paloma O'Shea à  Santander.
  - deuxième prix au Concours International d'exécution musicale à Genève .
- 1994 : prix Gold Bellini (précédemment attribué à des artistes tels que Maria Callas, Riccardo Muti, Luciano Pavarotti, etc.)
- 2012 : prix Note nell'Olimpo
- 2012:   prix Domenico Danzuso
- 2013 : prix Cosimo Fanzago
- 2017 : prix international Sergei Rachmaninov (nomination: "Projet spécial au nom de Rachmaninov"
- 2021 : prix "Pietro Golia"

## Performance et enregistrements
Francesco Nicolosi a joué des récitals  en tant que soliste avec de prestigieux orchestres dans certaines des salles de concert les plus célèbres au monde : Queen Elizabeth Hall et Wigmore Hall à Londres, Victoria Hall à Genève, Radio Nacional à Madrid, Salle Gaveau à Paris, La Scala et Sala Verdi à Milan, Teatro dell'Opera et Académie nationale Sainte-Cécile à Rome, Teatro San Carlo à Naples, Herkulessaal à Munich, Brahmssaal à Vienne, Kennedy Center à Washington, Megaron  à Athens  entre autres.
Il a effectué des tournées en Islande, aux États-Unis, en Argentine, en Russie, au Japon, en Chine, au Canada et à Singapour. Il est régulièrement invité à des festivals tels que le Festival dei Due Mondi à Spoleto, le festival de l'opéra Rossini, le festival de Ravenne et le festival de Ravello, festival Pianistico Internazionale di Brescia e Bergame, Taormina Teatro Musica, Settimane Musicali à Stresa, Eté musical Sorrentina, Settembre Musica à Turin, festival Leuciana, Marathon Internacional à Séville, festival de Musique de Menton, Rencontres Musicales en Artois, Weimar Kunstfest, Budapest Liszt Festival et beaucoup d'autres.
Le critique et musicologue Paolo Isotta du Corriere della Sera a écrit à propos de Nicolosi à l'occasion de l'enregistrement récent de deux rares concerts de Paisiello : « (...) l'écouter jouer suffit à nous rappeler que personne ne peut rivaliser avec sa luminosité actuelle sonorité, sa capacité à tirer les qualités legato d’un instrument à clavier comme une chanson, il a acquis la réputation d’être l’un de nos plus grands pianistes vivants ... Le grand Arturo Benedetti Michelangeli a interprété des œuvres du XVIIIe siècle, puisant son inspiration principalement dans de la même source que celle de Nicolosi, mais manquait peut-être de la lucidité et de la cohérence de ce dernier. Nicolosi est en train de perfectionner le processus entamé par Michelangeli. »
Ses enregistrements comprennent des œuvres de Thalberg, Mozart (intégrale des variations pour piano), Rachmaninoff, Clara Schumann, Domenico Scarlatti et Paisiello (intégrale des concertos pour piano).